# Camino (webbrowser)
Camino was een vrije webbrowser voor Mac OS X. De browser werd ontwikkeld door het Camino Project, een gemeenschapsorganisatie. Camino is gebaseerd op de layout-engine Gecko van Mozilla Firefox. Verder maakt Camino gebruik van de Cocoa-API. Camino is vrijgegeven onder de MPL waardoor Camino tot opensourcesoftware gerekend wordt. De meest recente versie is 2.1.2 en verscheen op 14 maart 2012. Deze versie is geschikt voor Mac OS X 10.4 en hoger en dit voor zowel Intel- (x86) als PowerPC-processors.

## Geschiedenis
Mike Pinkerton gaf technische leiding aan het Caminoproject sinds Dave Hyatt halverwege 2002 overgestapte naar het Safari-team bij Apple. Het Camino-project werd op 30 mei 2013 stopgezet. De ontwikkelaars halen onder meer de steeds verslechterde beveiliging en de weinige updates aan als reden voor het stopzetten. Hierdoor zou Camino niet meekunnen met de moderne webstandaarden.

## Functies
Camino heeft volgende functies:
- Bladwijzers
- Browsen met tabbladen
- Phishing- en malwaredetectie
- Automatisch aanvullen van adressen getypt in de adresbalk
- Reclame- en Flash-filter